# Максименко Григорій Дмитрович
Григорій Дмитрович Максименко (нар. 28 листопада 1938) — український радянський партійний та комсомольський діяч, секретар ЦК ЛКСМУ, секретар Одеського обласного комітету КПУ, головний редактор журналу «Під прапором ленінізму».

## Біографія
У 1965 році закінчив Київський державний педагогічний інститут імені Максима Горького і здобув спеціальність «Дефектологія».
Член КПРС.
У 1965—1970 роках — секретар Київського міського комітету ЛКСМУ.
28 жовтня 1970 — 1978 року — секретар ЦК ЛКСМУ з питань ідеології.
У 1978—1979 роках — завідувач сектора відділу пропаганди і агітації ЦК КПУ.
12 липня 1979 — 19 грудня 1987 року — секретар Одеського обласного комітету КПУ з питань ідеології.
У 1987—1991 роках — головний редактор журналу ЦК КПУ «Під прапором ленінізму» в місті Києві.
З 1992 року — на дипломатичній роботі в Посольстві України в Болгарії.
Потім — пенсіонер у місті Києві.

## Нагороди
- орден Трудового Червоного Прапора
- медалі